# Валентин Ваала
Валентин Ваала (фін. Valentin Vaala при народженні Валентин Іванов; 11 жовтня 1909, Гельсінкі, Велике князівство Фінляндське — 21 листопада 1976, Гельсінкі, Фінляндія) — фінський кінорежисер російського походження. 

## Рання творчість
Для творчого псевдоніма молодий Валентин Іванов вибрав ім'я Валентин Ваала. Він мав спільні погляди на створення кінокартин з режисером Теодором Тугаєм, пізніше відомим під псевдонімом Теуво Туліо, який був на три роки молодший від нього Валентина.  
У 1929 вийшов їхній перший спільний фільм ««Очі чорні»». Він не мав успіху у публіки і не сподобався Ваалі. Через кілька років після прем'єри, він викинув оригінальні негативи фільму в море перед парком Каівопуйсто.  
Перші п'ять фільмів Ваали були зроблені у кінокомпанії Oy Fennica Ab. Слабкий інтерес публіки до першого фільму не погасив ентузіазм Ваали і Тугая. 
Ваала почав свою кар'єру наприкінці 1920-х. Разом з Теодором Тугаєм Ваала доповнив галузь кінематографа сучасним і міжнародними стилями.  
У 1929 — 1963 Ваала довгий час працював режисером у кінокомпанії Suomi-Filmi і зняв уцілому 44 повнометражних фільми. Серед них шедеври, визнані класикою кінематографу, такі як «Циганський спокусник», «Хульда їде в Гельсінкі», «Зелена кімната садиби Ліннайнен», «Ловійса», «Люди літньої ночі» і «Габріель, повернися!».  
Ваала використовував у своїх роботах твори класиків фінської літератури. Багато його екранізацій спиралися на тексти фінських письменників Гелли Вуолійокі, Мікі Валтарі, Франса Сіланпяя, Алексіса Ківі, Майю Лассіла. 
Влітку 1929-го почалися зйомки нового фільму «Циганський спокусник», який став четвертим за кількістю переглядів фінським фільмом року.  
Ваала і Тугай продовжили спільну роботу взимку 1931-го. Ваала режисирував, а Тугай знімався в головній ролі в мелодрамі «По широкій дорозі», у фільмі про дружбу двох молодих хлопців. Останньою спільною роботою Ваали і Тугая став фільм «Синя тінь», на основі неопублікованого оповідання фінського письменника Міка Валтарі, який став їхнім першим звуковим фільмом. Після цього фільму шляхи Ваали і Тугая розійшлися. Ваала продовжив роботу у фінській кінокомпанії Oy Fennica Ab.

## Перехід до комедій
Ваала перейшов до режисури комедій. У комедії «Найвідоміший підприємець Гельсінкі» Ваала сам знявся в одній з другорядних ролей. Тим не менш, він залишився незадоволений своєю грою, і вирішив залишитися по інший бік камери. Восени 1934 Ваала перейшов до кінокомпанії Aho & Soldan для зйомок короткометражних фільмів. Навесні наступного року він перейшов до найбільшої кінокомпанії країни, Suomi-Filmi Oy, в якій отримав посаду другого режисера. 

## Початок періоду в кінокомпанії Suomi-Filmi

### Успішні комедії 1930-х років
Починаючи з 1935-го і до кінця своєї кар'єри Ваала залишався відданим фінській кінокомпанії Suomi-Filmi. Його першим фільмом у цій кінокомпанії став «Усі люблять». Це романтична комедія про складні любовні стосунки між двома молодятами, яку зняли у фінських містах — в Гельсінкі, Еспоо і Ханко. Його наступний фільм «Жіночка», заснований на романі фінської письменниці Гільї Валтонен, став успішним, і до цього фільму Ваала зняв непряме продовження — «Чоловічок». Фільми представляють жанр американської ексцентричної комедії, де до романтичної історії додані риси фарсу. Пізніше Ваала змінив жанр комедії на драму.  
У 1937 Валентин Ваала випустив фільм «Наречена майстра зі спуску порогами», який був перезнятий за раніше випущеним однойменним фільмом, знятим Ерккі Кару в 1923. Цю екранізацію довго вважали найуспішнішим фільмом Ваали. За кілька років Ваала знову повернувся до ексцентричної комедії. «Rikas tyttö» («Багата дівчинка») — це історія про дівчину, яка переситилася своїм стилем життя і жадає змін у житті. 

### Фільми за книгами Гелли Вуолійокі
Ваала знімав кіно за класикою фінської літератури. Письменниці Геллі Вуолійокі добре вдавалося писати драми, а також оживляти історичні та суспільні конфлікти. Спочатку Рісто Орко не хотів випускати фільми за книгами Вуолійокі, так як письменниця розділяла політичні переконання «лівих». Відповідно, Ваала потребував суспільного погляду на його фільми. За всю свою кар'єру Ваала став режисером шести фільмів за книгами Вуолійокі, з яких «Жінки Ніскавуорі» він режисував двічі (1938 і 1958). 

### Документальні фільми воєнного часу
Під час Совєцько-фінської війни (1939—1940) Ваала обробляв крім художніх фільмів також і пропагандистські фільми. Після війни Валентин Ваала отримав на знак подяки пам'ятну медаль, незважаючи на те, що не служив у армії і прибував до Фінляндії на підставі паспорта Нансена. Ваала отримав фінське громадянство 11 листопада 1940. Під час совєцько-фінської війни в (1941—1944) він працював у відділі фотографій у штаб-квартирі і готував огляди новин.  
У 1943 Ваалу нагородили Орденом Хреста Свободи. Пізніше він не знімав фільмів про війну і рідко торкався цієї теми. 

## Післявоєнна класика

### Фільм «Linnaisten vehreä kamari» («Зелена кімнатка в Ліннайнен»)
Після совєцько-фінської війни (1941—1944) Ваала режисував фільм «Linnaisten vihreä kamari» (1945), заснований на романі Захаріаса Топеліуса, дії якого розгортаються в старому маєтку. За свою кар'єру Ваала режисував тільки кілька історичних фільмів, з яких «Людина із Сюсмя» (1938) — це його другий відомий фільм. У фільмі показується не стільки історичний період, скільки відображення яскравості того часу. У типових для Ваали фільмах присутні короткі відрізки, в яких є тільки актор, світлові та звукові ефекти і почуття самотності. Екранізація, що містить такі жанри, як жахи, романтику і гумор, є вельми схожою з початковим текстом і в той же час рідкісним зразком фінських фільмів жахів. 

### Фільм «Ihmiset suviyössä»
За багатьма оцінками одним з найкращих фільмів Ваала вважається «Люди літньої ночі» (1948), який є адаптацією однойменного роману Франса Ееміля Сілланпяя.  
Ця історія про ніч під Іванів день, коли долі багатьох людей сплітаються. Незважаючи на те, що у фільмі грають кілька людей, акцент робиться на фінську білу ніч. 

### Трилогія за книгами Валтарі
Крім екранізацій творів Вуолійокі (фін. Hella Wuolijoki), найбільш значущими екранізаціями Ваали є три фільми, засновані на спектаклях Міка Валтарі. «Габріель, повернися» (1951) — це безжальна комедія. Екранізація, яку зрежисував, написав і змонтував Ваала, оцінюється як найдотепніша і найсильніша комедія фінського кінематографа.  
«Яблуко падає...» (1952) — фільм про великого промислового магната, чия дочка помирає.  
Темою фільму «Приходить квітень» (1953) є права одруженої жінки перед її чоловіком-тираном. 

## Останні фільми Валентина Ваали

### Художня криза
З художньої точки зору, пізніше кіновиробництво Ваали було занепадницьким. Після 1952 він уже не зміг зрежисувати загальновизнану класику. Частково цьому спаду сприяла комерційна і художня криза фінського кінематографа вкінці 1950-х. 

### Кольорові фільми
Рісто Орко (фін. Risto Orko) спланував перший кольоровий фільм для фінської компанії Suomi-Filmi. В результаті, фільм «Шевці вересняка» (1957) став третьою за рахунком екранізацією п'єси Алексіса Ківі. Валентин Ваала, що мав на це безперечне право, став режисером фільму. Фільм був знятий за допомогою техніки "sovcolor", а технічним консультантом став московський експерт кольорових фільмів. Незважаючи на те, що фільм став популярним, його художній рівень не був настільки високим. Цей фільм вважається найслабшим з усіх трьох екранізацій п'єси. 
Крім трьох екранізацій на основі творів класиків, Валентин Ваала взяв участь в бумі музичних фільмів, що почався вкінці 1950-х, і зняв легкий молодіжний мюзикл «У підлітковому темпі» (1961). У підсумку, Ваала зняв чотири кольорових фільми, в той час, як вони лише почали з'являтися у Фінляндії. 

### Останній фільм
Останнім повнометражним фільмом став «Правда нещадна» (1963). На думку режисера, фільм є сучасною драмою. Фільм оповідає про двох адвокатів, один з яких заздрить успіху іншого. 

### Останні роки
У 1963 Валентина Ваалу зняли з посади головного режисера і перевели до відділу короткометражних фільмів. У той час 53-річний Ваала працював над двома комедіями, які перебували на етапі написання. Його довгу режисерську кар'єру у фінській кінематографії високо цінували, але епоха студійних фільмів вже пройшла. Однак перехід до короткометражних фільмів дався досить легко, тому що Валентин Ваала почав знімати фільми на замовлення починаючи з 1959. Перехід Валентина Ваали збігався з тим часом, коли в кінокомпанії Suomi-Filmi Oy зосередилися на виробництві фільмів на замовлення. 
Трудовий договір Валентина Ваали закінчився у жовтні 1974, коли йому було 65 років. В цьому ж році Ваалі надали акторську пенсію. Ваала не встиг насолодитися пенсійними роками, оскільки в листопаді 1976 помер у своєму будинку. 

## Значимість Валентина Ваали в кіноіндустрії
Протягом своєї довгої кар'єри Валентин Ваала знімав кіно майже у всіх можливих жанрах: мелодрами, комедії, фільми про поліцейських, кримінальні фільми, фільми про сплавників, драми з циклу Ніскавуорі, історичні фільмі, музичні та документальні фільми. Наприкінці своєї кар'єри Валентин Ваала залишився в пам'яті людей завдяки тому, що по телевізору почали показувати його фільми. Особливо фільм «Juurakon Hulda» («Гульда їде до Гельсінкі») користувався великим попитом на міжнародних кінофестивалях. В різні часи наступні покоління по-різному ставилися до творчості Валентина Ваали. 
У 1960-ті, коли перестали знімати фільми в кіностудіях, його вважали лише зображальником традиційної сільської місцевості. Причиною цього були фільми «Жінки Ніскавуорі», «Ловійса» «Ihmiset suviyössä» («Люди літньої ночі»). Пізніше стали впізнаваними і багато його сучасних образів міста, такі як у комедіях за участю актриси Леї Йоутсено, а також у фільмах «Чоловічок» і «Juurakon Hulda» («Гульда їде до Гельсінкі»). Згідно з одним із висловів, «в тому випадку, якщо творчість Ваали залишилася б у пам'яті наступних поколінь, образ міста не потрібно було би вигадувати заново». 